# 475
475（四百七十五、よんひゃくななじゅうご）は自然数、また整数において、474の次で476の前の数である。

## 性質
- 475は合成数であり、約数は 1, 5, 19, 25, 95, 475 である。
  - 約数の和は620。
- 各位の和が16になる23番目の数である。1つ前は466、次は484。
- 475 = 32 + 52 + 212 = 52 + 152 + 152 = 92 + 132 + 152
  - 3つの平方数の和3通りで表せる67番目の数である。1つ前は456、次は481。(オンライン整数列大辞典の数列 A025323)
  - 475 = 32 + 52 + 212 = 92 + 132 + 152
    - 異なる3つの平方数の和2通りで表せる93番目の数である。1つ前は473、次は478。(オンライン整数列大辞典の数列 A025340)
- 475 = 222 − 9
  - n = 22 のときの n2 − 9 の値とみたとき1つ前は432、次は520。(オンライン整数列大辞典の数列 A028560)

## その他 475 に関連すること
- 西暦475年
- 紀元前475年
- 国鉄475系電車 - 日本国有鉄道の直流及び交流60Hz区間用の急行形電車。
- 米子市 - 語呂合わせで475と読める。
- 衆議院の議員定数は2017年9月の解散まで475であった。
- 475 × 10−2 = 4.75 は π + φ の数字列である。(ただしφは黄金数)(オンライン整数列大辞典の数列 A237198)